# وین مسم
وین مسم (انگلیسی: Wayne Messam؛ زادهٔ ۷ ژوئن ۱۹۷۵) خودشاغل و سیاستمدار اهل ایالات متحده آمریکا است.
وی همچین سابقهٔ بازی در فوتبال آمریکایی برای باشگاه سینسیناتی بنگالز را داراست.